# Pinus jeffreyi
Pinus jeffreyi (trong tiếng Anh gọi là Jeffrey pine, Jeffrey's pine, yellow pine và black pine) là một loài thông Bắc Mỹ. Nó sống chủ yếu tại California, nhưng cũng bắt gặp ở mạn tây Nevada, tây nam Oregon, và bắc Baja California.:4 Tên loài được đặt để vinh danh nhà thực vật học John Jeffrey.

## Phân bố và môi trường sống
P. jeffreyi phân bố từ tây nam Oregon về phía nam qua California (chủ yếu qua Sierra Nevada) tới bắc Baja California tại México. Đây là loài thông nơi cao; ở mạn bắc phạm vi phân bố, chúng mọc rộng rãi trong độ cao 1.500 đến 2.100 m (4.900 đến 6.900 ft), còn ở mạn nam chúng mọc ở nơi cao 1.800 đến 2.900 m (5.900 đến 9.500 ft).
P. jeffreyi chịu được đất serpentin, thường là cây chiếm ưu thế ở nơi có đất này, dù nơi đó có khô và tương đối thấp. Trên những thứ đất khác, nó thường chỉ chiếm ưu thế tại nơi cao, nơi thông mọc nhanh như Pinus ponderosa khó sống. Chúng chống chịu giỏi, trên đất nghèo, khí hậu lạnh, khô cằn, P. jeffreyi vẫn sống tốt.

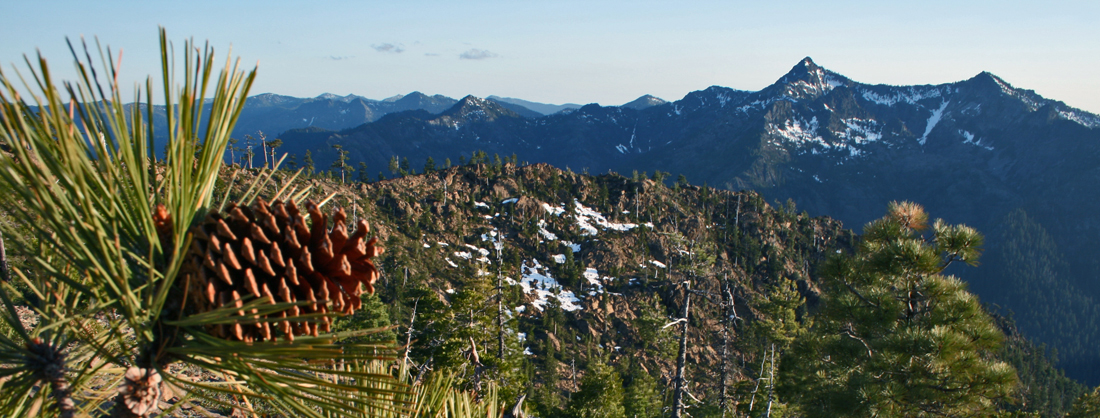
Pinus jeffreyi trên dãy núi Siskiyou miền tây bắc California, mọc trên đất serpentin